# Tempopo
Tempopo é um jogo de quebra-cabeça desenvolvido pela Witch Beam, estúdio australiano conhecido por Unpacking, e publicado pela CULT Games. O título foi lançado em 17 de abril de 2025 para Microsoft Windows, Nintendo Switch, Xbox One e Xbox Series X/S, o jogo foi lançado no primeiro dia no serviço Xbox Game Pass.

## Jogabilidade
Em Tempopo, os jogadores auxiliam Hana a resgatar flores musicais dispersas por ilhas flutuantes no céu, utilizando criaturas chamadas tempopos. Cada ilha apresenta desafios que requerem planejamento e execução cuidadosos. Os jogadores devem posicionar instruções para que os tempopos realizem ações como empurrar, bloquear e levantar objetos, tudo sincronizado com a música ambiente. O jogo oferece 60 níveis distribuídos pelas quatro estações do ano.
A trilha sonora é composta por Jeff van Dyck, vencedor do prêmio BAFTA, e cada flor resgatada contribui para a criação de um jardim melódico personalizado, permitindo performances musicais únicas.

## Desenvolvimento e lançamento
Anunciado durante o evento do ID@Xbox em fevereiro de 2025. Tempopo é o terceiro título da Witch Beam, sucedendo Assault Android Cactus e Unpacking. O jogo foi lançado em 17 de abril de 2025 para as plataformas mencionadas, com uma demonstração disponível no Steam antes do lançamento oficial.

## Ligações Externas
- Tempopo (site oficial)
- Tempopo no MobyGames
- Tempopo no X
- Tempopo no Bluesky